# Мозик, Войтех
Войтех Мозик (чеш. Vojtěch Mozík; род. 26 декабря 1992, Прага) — чешский хоккеист, защитник клуба «Спарта».

## Биография
Родился в Праге 26 декабря 1992 года. Воспитанник хоккейного клуба «Млада Болеслав», выступал за команду в юниорских соревнованиях. В сезоне 2011/12 дебютировал в высшей лиге страны за клуб. Оп итогам сезона команда покинула элитную лигу. В следующем сезоне Войтех начинал выступать во второй лиге за клуб, однако позже перешёл в команду «Пльзень», с которым в первом же сезоне стал чемпионом Экстралиги. Всего за эту команду провёл 3 сезона, выступал до 2015 года. По окончании сезона 2014/15 стал свободным агентом.
16 июня 2015 года Войтех подписал контракт новичка с командой НХЛ «Нью-Джерси Девилз». В НХЛ за команду провёл 7 матчей, очков за результативность не набрал. Выступал также в АХЛ за клуб «Олбани Девилз». В 64 матчах забросил 2 шайбы и отдал 17 голевых передач.
В сезоне 2016/17 выступал только в АХЛ за «Олбани». В 69 матчах отметился 11 забитыми голами и 11 отданными голевыми передачами. В 2017 году перешёл в команду Континентальной хоккейной лиги «Витязь» Подольск. Принимал участие в матче всех звезд КХЛ 2018 года.
2 июля 2019 года подписал двухлетний контракт с клубом «Ферьестад». По ходу сезона 2020/21 перешёл в команду «Куньлунь Ред Стар».
Выступал за сборную Чехии на молодёжном чемпионате мира 2012 года. В 2014 год выступил за команду на Европейском хоккейном туре. В 2018 году дебютировал за сборную Чехии в официальных матчах на зимних Олимпийских играх в Пхёнчхане.

## Достижения
- Чемпион Чехии 2013
- Участник матча всех звезд АХЛ 2017 и КХЛ 2018
- Лучший снайпер-защитник Экстралиги 2015
- Участник матча звёзд КХЛ: 2018.

## Статистика
Обновлено на конец сезона 2020/2021
- Экстралига - 197 игр, 56 очков (22 шайб + 34 передачи)
- Первая чешская лига - 12 игр, 2 очка (0+2)
- КХЛ - 139 игр, 65 очков (18+47)
- АХЛ - 133 игры, 41 очко (13+28)
- НХЛ - 7 игр
- Чемпионат Швеции - 66 игр, 16 очков (2+14)
- Сборная Чехии - 47 игр, 16 очков (4+12)
- European Trophy - 13 игр, 7 очков (1+6)
- Лига чемпионов - 8 игр, 2 очка (1+1)
- Всего за карьеру - 622 игры, 205 очков (61+144)